# Эредия, Херонимо
Херонимо Эредия Веласкес (исп. Gerónimo Heredia Velázquez; род. 9 февраля 2005, Вилья-Мария, Кордова) — аргентинский футболист, защитник клуба «Бельграно».

## Клубная карьера
Эредия — воспитанник клуба «Бельграно». 21 марта 2024 года в матче против «Лануса» он дебютировал в аргентинской Примере. 2 июня в поединке против «Архентинос Хуниорс» Херонимо забил свой первый гол за «Бельграно». 